# Brooke Bentham
Brooke Bentham est une auteure-compositrice-interprète et musicienne britannique.

## Biographie
Brooke Bentham enregistre et publie ses premiers singles pendant ses études à la Goldsmiths, University of London. Elle s'inspire alors des atmosphères musicales de Yo La Tengo, The Room Swayed, The Rapture et Mazzy Star. 
Victime du syndrome de la page blanche, à la suite de l'obtention de son diplôme, la jeune femme s'octroie une pause avant de travailler sur un premier album.
Peu de temps après, elle rencontre le musicien Bill Ryder-Jones, qui devient le producteur de son album, avant de l'accompagner sur scène. Brooke Bentham a également accompagné sur scène le musicien britannique Sam Fender. La musicienne est représentée par le label indépendant britannique AllPoints.
En février 2020, son premier album Everyday Nothing traite des tensions et des extrêmes de la vie de jeune adulte,,. 

## Discographie

### EPs
- 2017 : This Rapture, AllPoints

- 2017 : The Room Swayed, AllPoints

### Albums
- 2020 : Everyday Nothing, AllPoints
- 2020 : Sunday Self, AllPoints